# You Wish!
You Wish! (titulada ¡Ya quisieras! en Hispanoamérica y ¡Cuidado con los deseos! en España) es una Película Original de Disney Channel transmitida por primera vez en Estados Unidos el 10 de enero de 2003, por Disney Channel. Está basada en la novela de 1991 escrita por Jackie French Koller llamada If I Had One Wish (Si tuviera un deseo). La película fue dirigida por Paul Hoen, y está protagonizada por A. J. Trauth, Spencer Breslin, Lalaine y Tim Reid.

## Reparto
- A. J. Trauth - Alex Lansing.
- Spencer Breslin - Stevie Lansing/Terrence Russell McCormack.
- Lalaine - Abby Ramírez.
- Tim Reid - Larry.
- Peter Feeney - Dave Lansing.
- Joshua Leys - Gary.
- Sally Stockwell - Pam Lansing.
- Ari Boyland - James Cooper.
- Emma Lahana - Fiona.
- Jay Bunyan - Charles.
- Jodie Rimmer - Zoe.
- Stephen Butterworth - Ronald.

## Banda sonora
- You Wish! - Lalaine
- Now And Again - Mavin
- A Thousand Miles - Vanessa Carlton
- Life is Good - Junk.
- World of Our Own - Westlife.